# Plaque à orifice

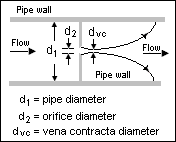
plaque à orifice

Une plaque à orifice ou diaphragme concentrique constitue le plus simple et le moins coûteux des éléments déprimogènes. Faisant fonction d'élément primaire, le diaphragme limite l'écoulement du fluide, ce qui engendre une pression différentielle de part et d'autre du diaphragme. Il en résulte une haute pression en amont et une basse pression en aval, proportionnelle au carré de la vitesse d'écoulement. Un diaphragme engendre habituellement une pression différentielle supérieure à celle des autres éléments primaires. Ce dispositif a pour avantage pratique de ne pas entraîner une augmentation importante du prix en fonction du diamètre de la conduite.

## Application à la mesure industrielle

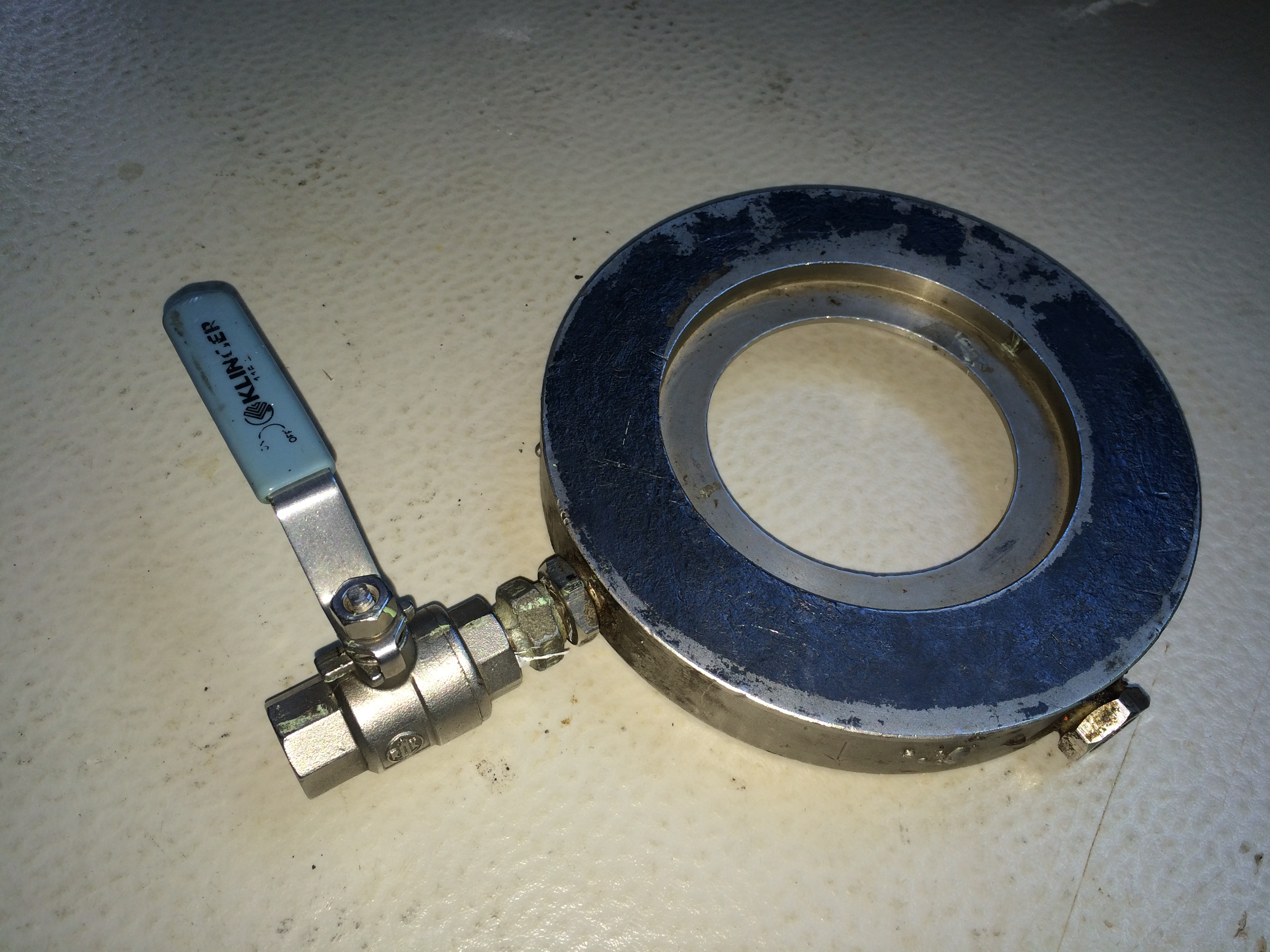
Plaque à rifine pour mesure de flux.

Dans l'industrie cet élément primaire est associé à un transmetteur de pression différentielle afin de fournir un signal de mesure répondant aux standards en vigueur (exemple signal 4-20mA). Si l'on souhaite un signal de mesure proportionnel au débit volumique, il est alors nécessaire d'associer un extracteur de racine carré par simple configuration du transmetteur par exemple. On mesure ainsi des débits volumiques de gaz, de liquides.
Remarque : cette technologie de mesure entraine des pertes de charge importantes comparativement aux autres technologies disponibles.

## Caractéristiques principales
Le coefficient ß correspondant au ratio des diamètres intérieur et extérieur du diaphragme.
Le diamètre de la conduite est pris dans les conditions de service (dilatation des conduites).
Le nombre de Reynolds, la perte de charge, les longueurs droites en amont et aval, l'encombrement sont autant de critères à prendre en compte lors d'un projet d'installation.